# 천수화 (가수)
천수화(중국어: 陳淑樺, 병음: Chén Shúhúa, 1987년 4월 8일~)는 대만의 가수이다.